# Sternbergia candida
Sternbergia candida, ukrasna zeljasta biljka iz roda lužarki, porodica zvanikovki. Endem iz jugozapadne Turske koji raste na visinama od oko 1 100 metara.